# Ehrwald
Ehrwald ist eine Gemeinde mit 2620 Einwohnern (Stand 1. Jänner 2025) im Bezirk Reutte in Tirol (Österreich). Die Gemeinde liegt im Gerichtsbezirk Reutte.

## Geografie

### Lage und Ortsteile

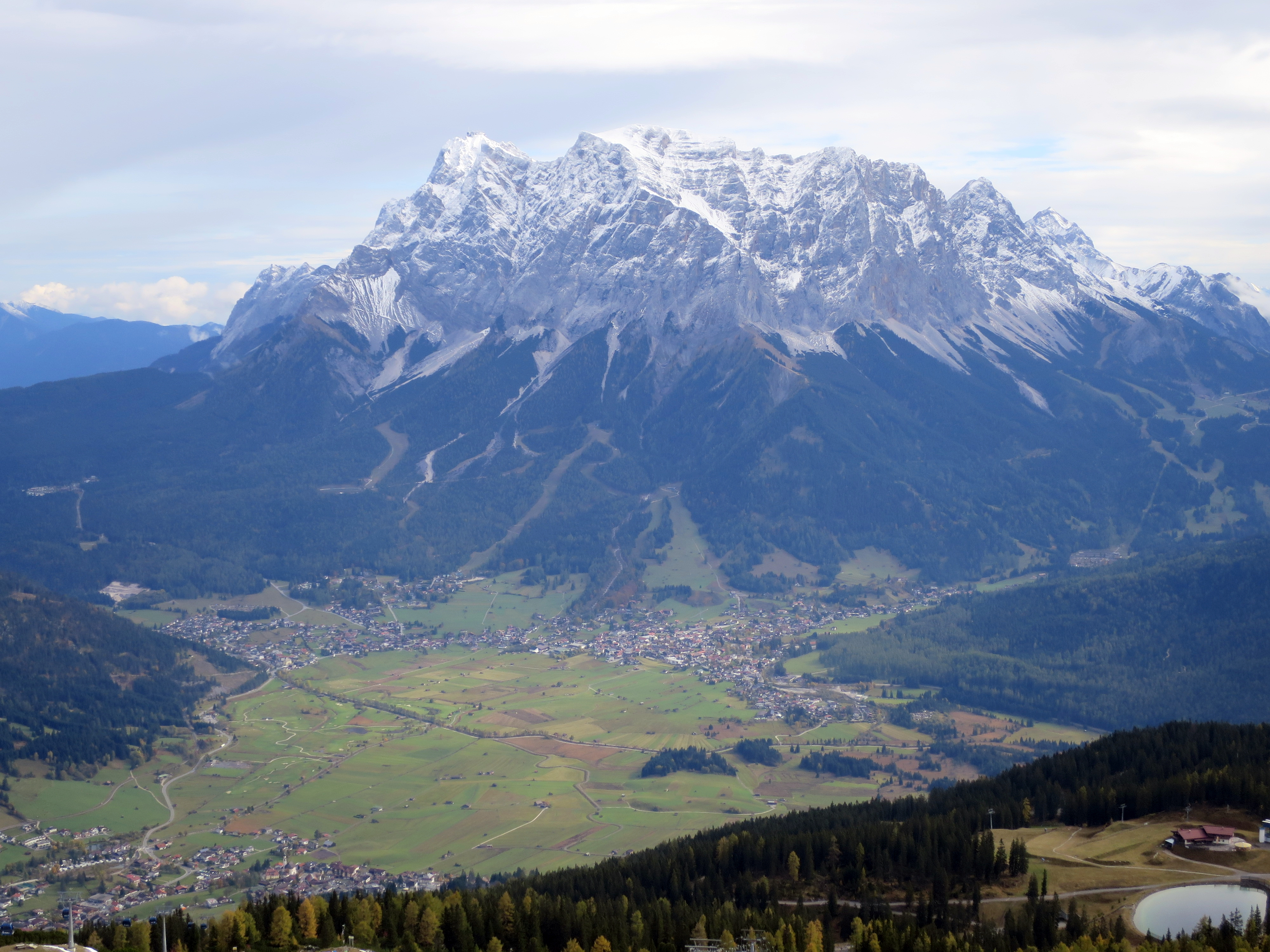
Blick vom Grubigstein auf Ehrwald und die Zugspitze

Ehrwald liegt am Fuß des Wettersteingebirges mit der 2962 m hohen Zugspitze, am Becken des Lermooser Mooses, einer ehemaligen Moorlandschaft. Die Loisach fließt am Ort vorbei.
Ortsteile sind neben dem Hauptort Obermoos mit der Talstation der Tiroler Zugspitzbahn und Ehrwald-Schanz an der ehemaligen Zollstation, Oberdorf, Unterdorf, Schmiede und Weidach.

### Name
Der Name leitet sich möglicherweise vom althochdeutschen êriro oder erro wald ab, was „Anfang des Waldes“ bedeutet. Einer anderen Ansicht zufolge bedeutet der Name „alter Wald“ oder aber „Erzwald“, was angesichts der nahe gelegenen Erzvorkommen nicht ausgeschlossen ist. 1299 erscheint der Ort als „im Erwalden“, 1400 „gegen dem Erwald“.

### Nachbargemeinden
|           | Grainau (Bayern, Deutschland)               | Garmisch-Partenkirchen (Bayern, Deutschland) |
| Lermoos   | Kompassrose, die auf Nachbargemeinden zeigt |                                              |
| Biberwier | Mieming                                     |                                              |

### Klima
|                        | Jan  | Feb  | Mär  | Apr  | Mai  | Jun  | Jul  | Aug  | Sep  | Okt  | Nov  | Dez  |   |      |
| Mittl. Temperatur (°C) | −3,5 | −2,6 | 1,1  | 5,3  | 10,5 | 13,3 | 15,3 | 14,6 | 11,0 | 7,2  | 1,4  | −2,3 | ⌀ | 6    |
| Mittl. Tagesmax. (°C)  | 2,6  | 4,1  | 7,8  | 12,1 | 17,1 | 19,8 | 22,3 | 21,5 | 17,8 | 14,0 | 6,9  | 2,8  | ⌀ | 12,4 |
| Mittl. Tagesmin. (°C)  | −6,6 | −5,9 | −2,7 | 0,8  | 5,2  | 8,1  | 10,0 | 10,0 | 6,8  | 3,3  | −1,7 | −5,1 | ⌀ | 1,9  |
|                        |      |      |      |      |      |      |      |      |      |      |      |      |   |      |
| Niederschlag (mm)      | 71   | 70   | 92   | 77   | 121  | 157  | 171  | 174  | 112  | 80   | 81   | 79   | Σ | 1285 |
|                        |      |      |      |      |      |      |      |      |      |      |      |      |   |      |
| Luftfeuchtigkeit (%)   | 63,7 | 59,2 | 54,1 | 51,1 | 51,8 | 53,6 | 52,2 | 54,8 | 55,6 | 55,7 | 62,9 | 66,8 | ⌀ | 56,8 |

| −6,6 |

| −5,9 |

| −2,7 |

| 0,8 |

| 5,2 |

| 8,1 |

| 10,0 |

| 10,0 |

| 6,8 |

| 3,3 |

| −1,7 |

| −5,1 |

| −6,6 |

| −5,9 |

| −2,7 |

| 0,8 |

| 5,2 |

| 8,1 |

| 10,0 |

| 10,0 |

| 6,8 |

| 3,3 |

| −1,7 |

| −5,1 |

## Geschichte

### Urgeschichte
Mesolithische Funde und Feuersteinabbau am Rothornjoch in Bach, und neolithische, die  vom 6. bis zum 3. Jahrtausend v. Chr. reichen, belegen menschliches Leben im Bezirk Reutte, also der Region Außerfern.
Siedlungstätigkeit setzte im Ehrwalder Becken spätestens in der mittleren, bzw. späten Bronzezeit ein. Zusammen mit der eisenzeitlichen, karrentauglichen Altwegtrasse im Gemeindegebiet, die im Jahr 2013 entdeckt wurde, gestattet dieser Nachweis eine menschliche Nutzung von cal BC 1410/1270 bis zur Hallstatt- und dann erst wieder in der Frühlatènezeit, also 770/420 v. Chr., bis ins 4. Jahrhundert n. Chr. Margarethe Kirchmayr leitet im Auftrag der Universität Innsbruck ein entsprechendes Forschungsprojekt. Unklar ist, ob das Gebiet eher von Süden beeinflusst wurde, und damit von der Fritzens-Sanzeno-Kultur, als deren Träger die Räter gelten, oder von den Kelten der nördlicheren Gebiete. In jedem Falle war der Außerfern eine wichtige Transitstrecke mit einem vergleichsweise breiten Handelspfad.

### Ortsgeschichte
Ehrwald wurde erstmals 1274 urkundlich erwähnt. In einer weiteren Urkunde aus dem Jahr 1299 vergaben die Herren von Starkenberg dem bayrischen Kloster Steingaden das Recht, den Zehent in Ehrwald einzuheben. Ehrwald wurde 1423 eine Filiale der Kuratie Lermoos. 1475 konnte ein langwieriger Streit mit der Gemeinde Untermieming um Holz- und Weiderechte auf der Sigilse-Alm geschlichtet werden. Dies geschah auf Anordnung des Landesfürsten. Die Namen der sieben Zeugen aus Ehrwald sind in der Urkunde von 1475 überliefert. 1495 wurde eine Gemeindeordnung aufgestellt, die die Wahl der beiden Dorfmeister regelte, dass fremdes Vieh auf der „Gmain“ gepfändet werden sollte, sowie weitere Regelungen enthielt.
Am 22. Oktober 1577 baten die Ortsvertreter den Herzog schriftlich darum, durch den bereits vor Ort gewesenen Deichmeister keinen See aufstauen zu lassen, da dieser ihre wirtschaftlichen Grundlagen gefährdet, das Wetter feuchter und kälter gemacht hätte. Tatsächlich wurde ihrem Ersuchen nachgekommen. 1672 kam es zu einem Zehntstreit mit der Gemeinde Lermoos, bzw. dessen Kuraten Peter Götsch. 1673 ordnete der Fürstbischof von Brixen an, dass der Kurat keine Sakramente mehr schenken durfte, was einer Art Interdikt gleichkam. Nun intervenierte der Landesherr, der explizit um das Seelenheil seiner Untertanen fürchtete. Der Kurat und die Gemeinde einigten sich schließlich 1674 auf die Wiederherstellung des vorherigen Zustandes.
1688 wurde Ehrwald in kirchlicher Hinsicht selbstständig, und es erhielt einen eigenen Kuraten, eine eigene Kirche bestand bereits seit den 1640er Jahren, die 1648 geweiht wurde.
Die Besiedelung Ehrwalds erfolgte nicht wie im übrigen Außerfern vom Allgäu her, sondern von Imst. Einen Anreiz dazu bot sicher der Bergbau, der bis Anfang des 20. Jahrhunderts betrieben wurde. Der Ort lag etwas abseits der wichtigen Hauptverkehrsroute über den Fernpass, hatte aber mit der Produktion von Fassdauben für die Saline Hall eine wichtige Einnahmequelle. Daneben spielte die Weidewirtschaft eine bedeutende Rolle. 1891 zählte man 156 Häuser. Zu dieser Zeit gehörte noch das nördlich gelegene Schanzl dazu, das aus einem „Zoll-, Wirths- und Wegmacherhause“ bestand. 1890 zählte man 1.309 Einwohner. Die Gemeinde gehörte zur Diözese Brixen.
Schon Anfang des 20. Jahrhunderts wurde Ehrwald von Touristen entdeckt und wuchs neben Lermoos zu einer zweisaisonalen Tourismusgemeinde im Zugspitzgebiet heran. Einen wichtigen Anteil daran hat der zweite Seilbahnbau Österreichs, die 1926 eröffnete Tiroler Zugspitzbahn, die 1991 neu gebaut wurde. 2003 erfolgte der Neuaufbau der Talstation nach einem Feuer.

### Bevölkerungsentwicklung
EinwohnerJahr9001200150018002100240027001860189019201950198020102040EinwohnerEinwohnerentwicklung von Ehrwald

## Kultur und Sehenswürdigkeiten

Das Heimatmuseum im ehemaligen Spinnhof

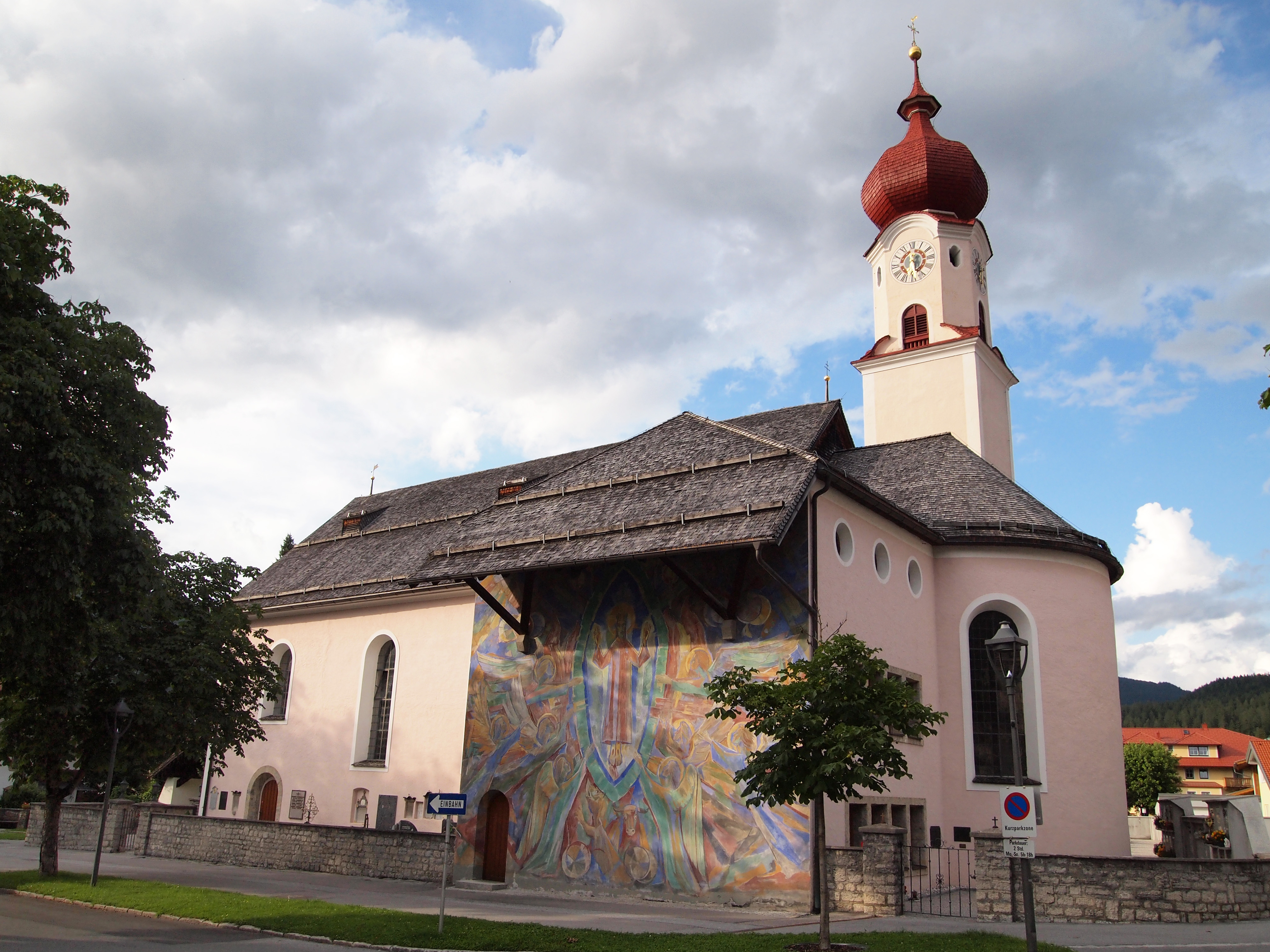
Fassade der barocken Pfarrkirche Ehrwald

- Museum im Spinnhof (Ehrwalder Heimatmuseum)[9]
- Katholische Pfarrkirche Ehrwald Unsere Liebe Frau Mariä Heimsuchung
- Naturschutzgebiet Ehrwalder Becken
- Jedes Jahr am Wochenende um den Johannistag (Sommersonnenwende, 21. Juni) wird die imposante Bergkulisse rund um den Talkessel Ehrwald-Lermoos-Biberwier im Rahmen der traditionellen Sonnwendfeuer durch das Auslegen von großen Figuren aus tausenden Brandsätzen zu einem Erlebnis, das in seiner Art einzigartig ist. Die Figuren reichen von der christlichen Symbolik, Motiven aus der Pflanzen- und Tierwelt bis hin zur Darstellung von komplexen Bildern. Durch das zusätzliche Auslegen von Feuerketten entlang der Bergkämme wird die gesamte Dynamik weiter gesteigert. Seit 2010 gehört das Bergfeuer Ehrwald zum Immateriellen Welterbe, wie es die UNESCO deklariert, auf der Österreichliste (Nationales Kulturgut).[10]

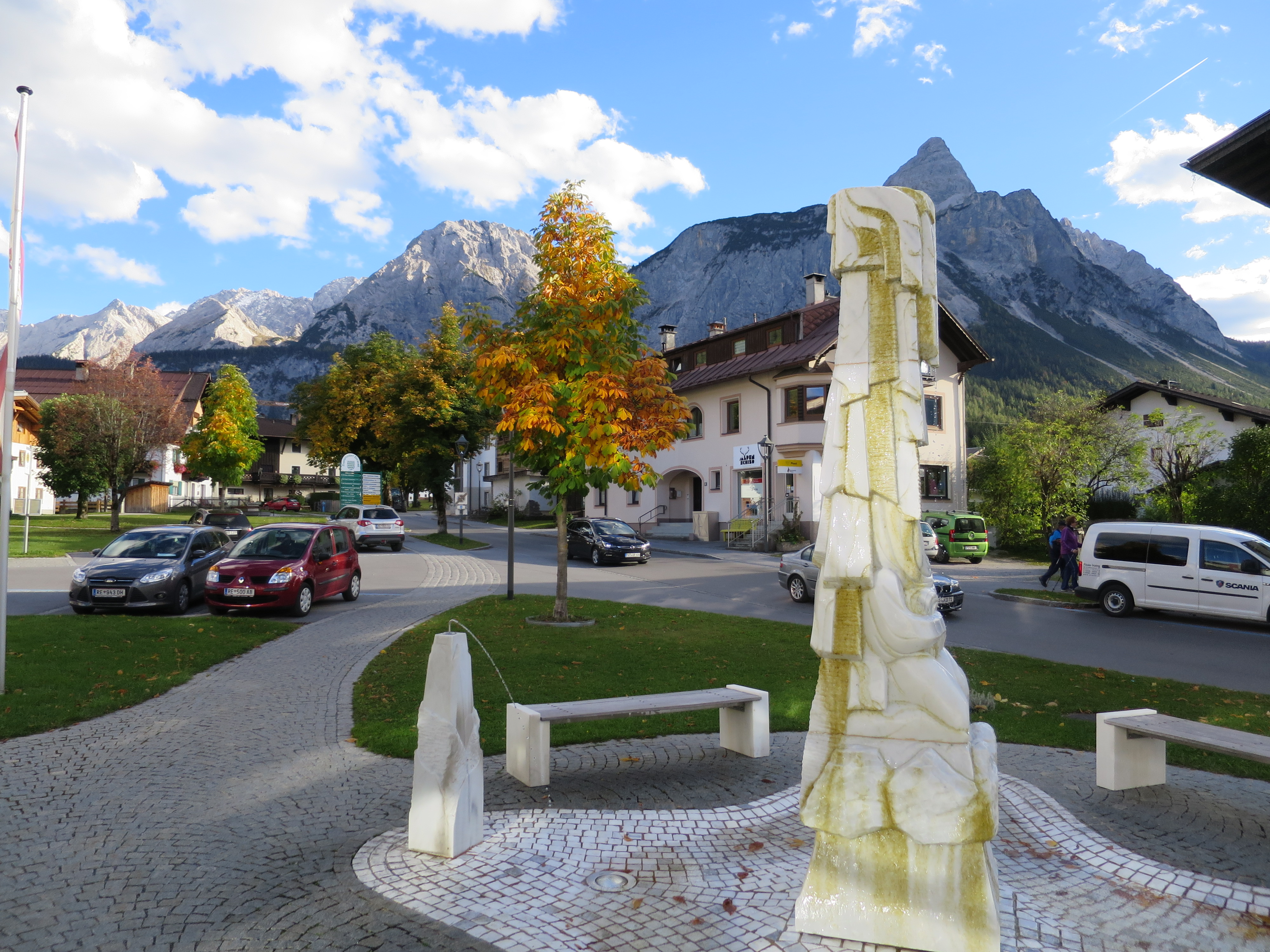
Brunnen an der Touristeninformation
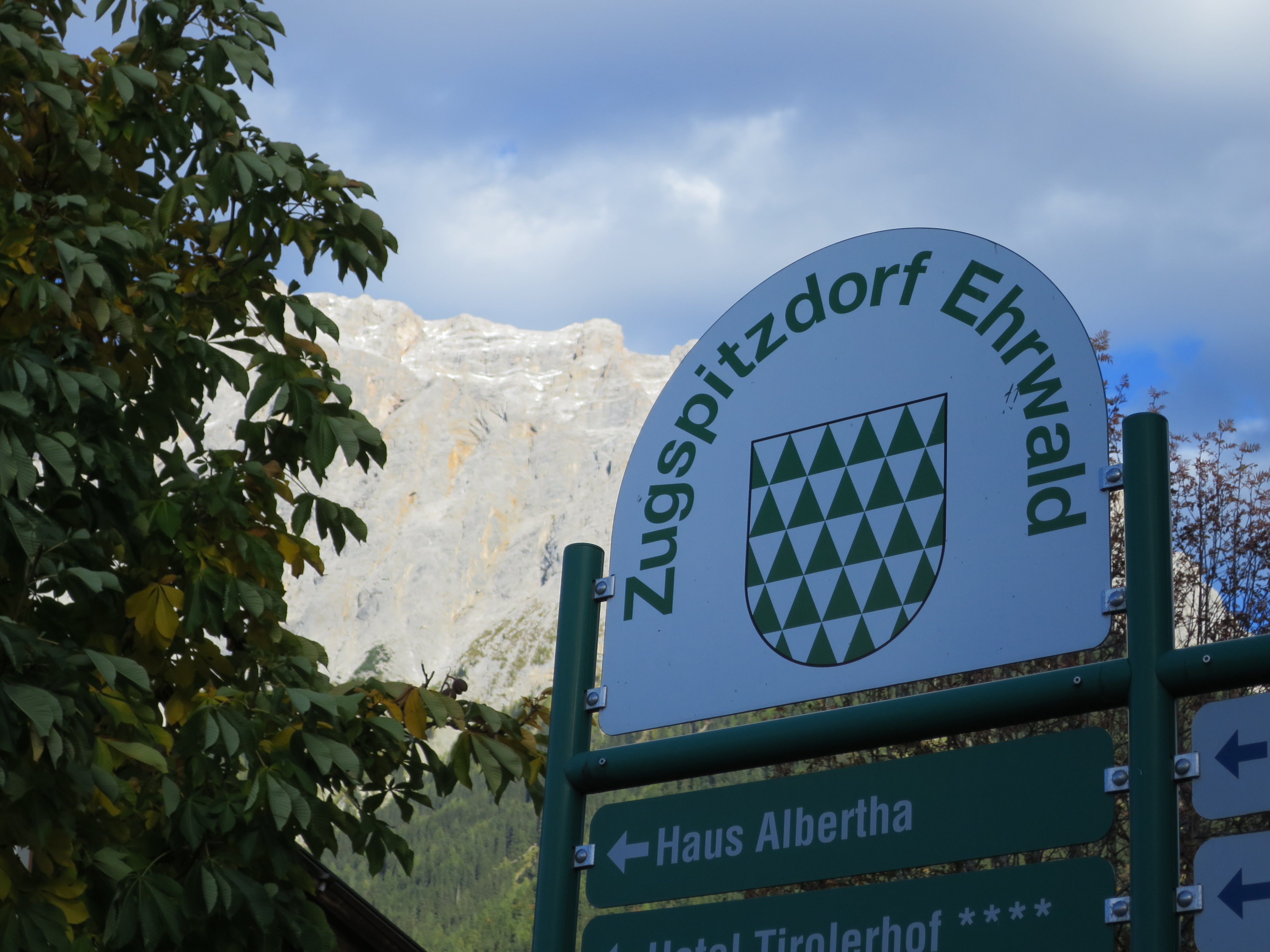
Zugspitzdorf Ehrwald
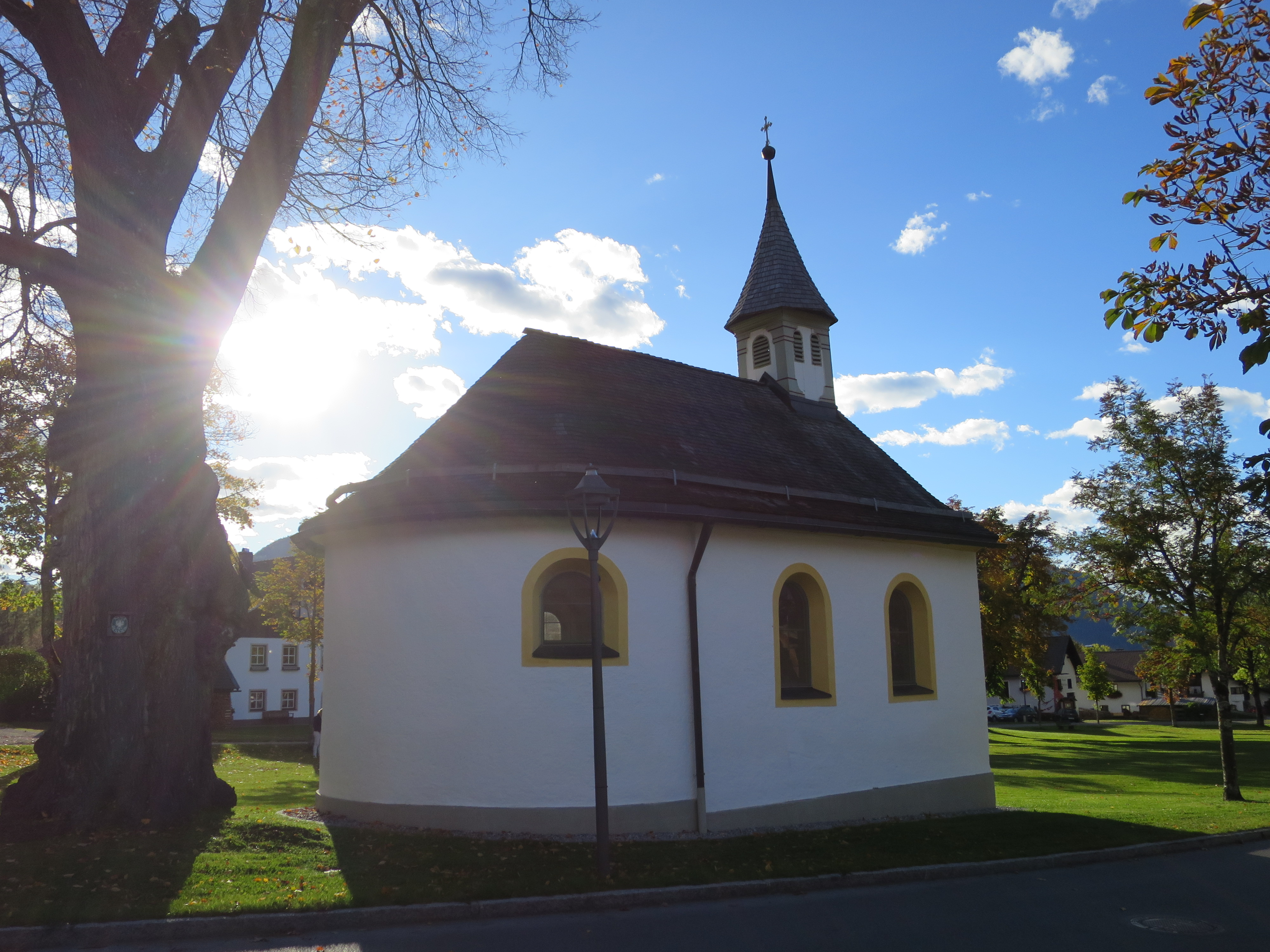
Martinskapelle
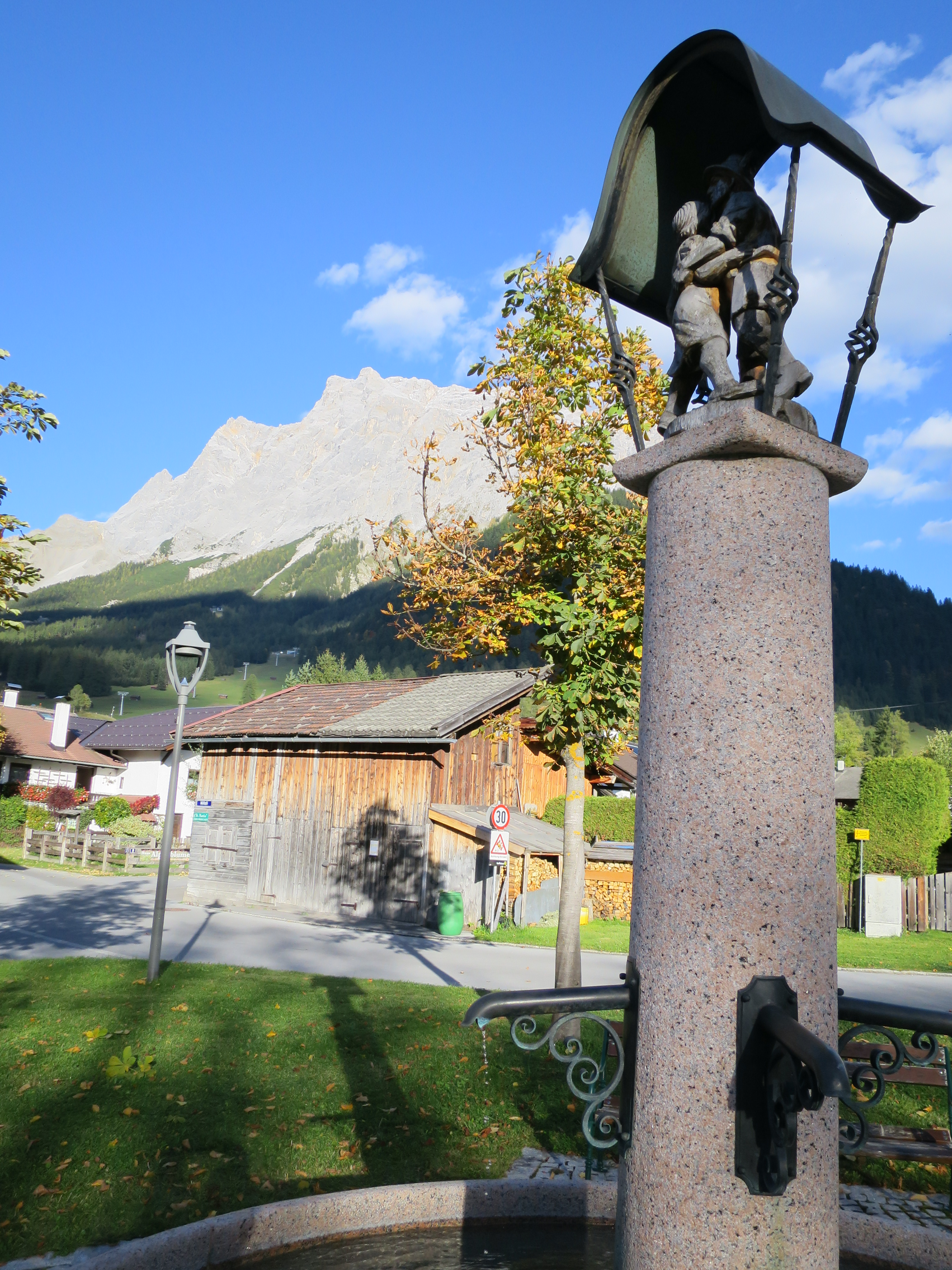
Brunnen in Ehrwald
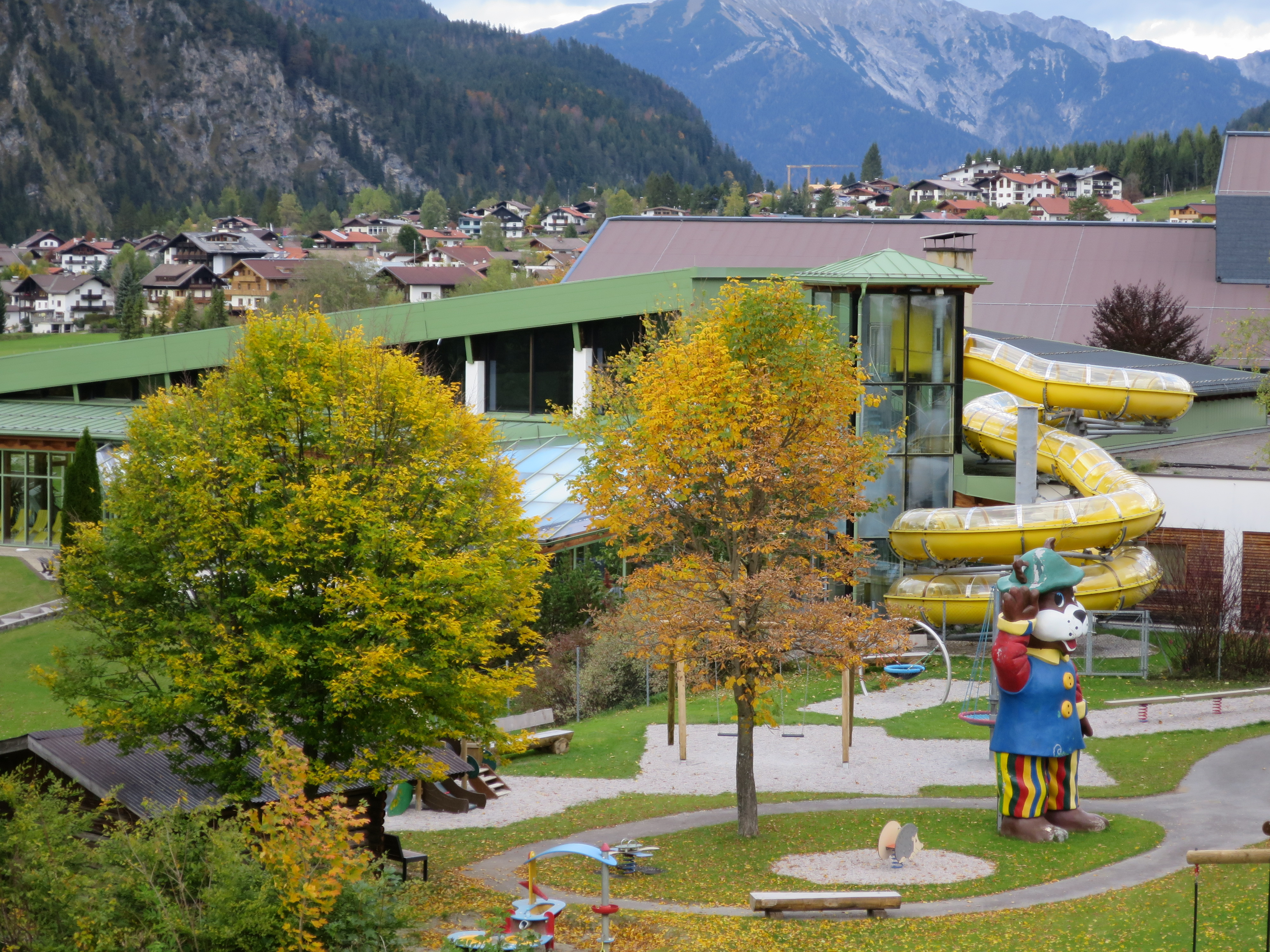
Familienbad

### Ski- und Wandergebiete

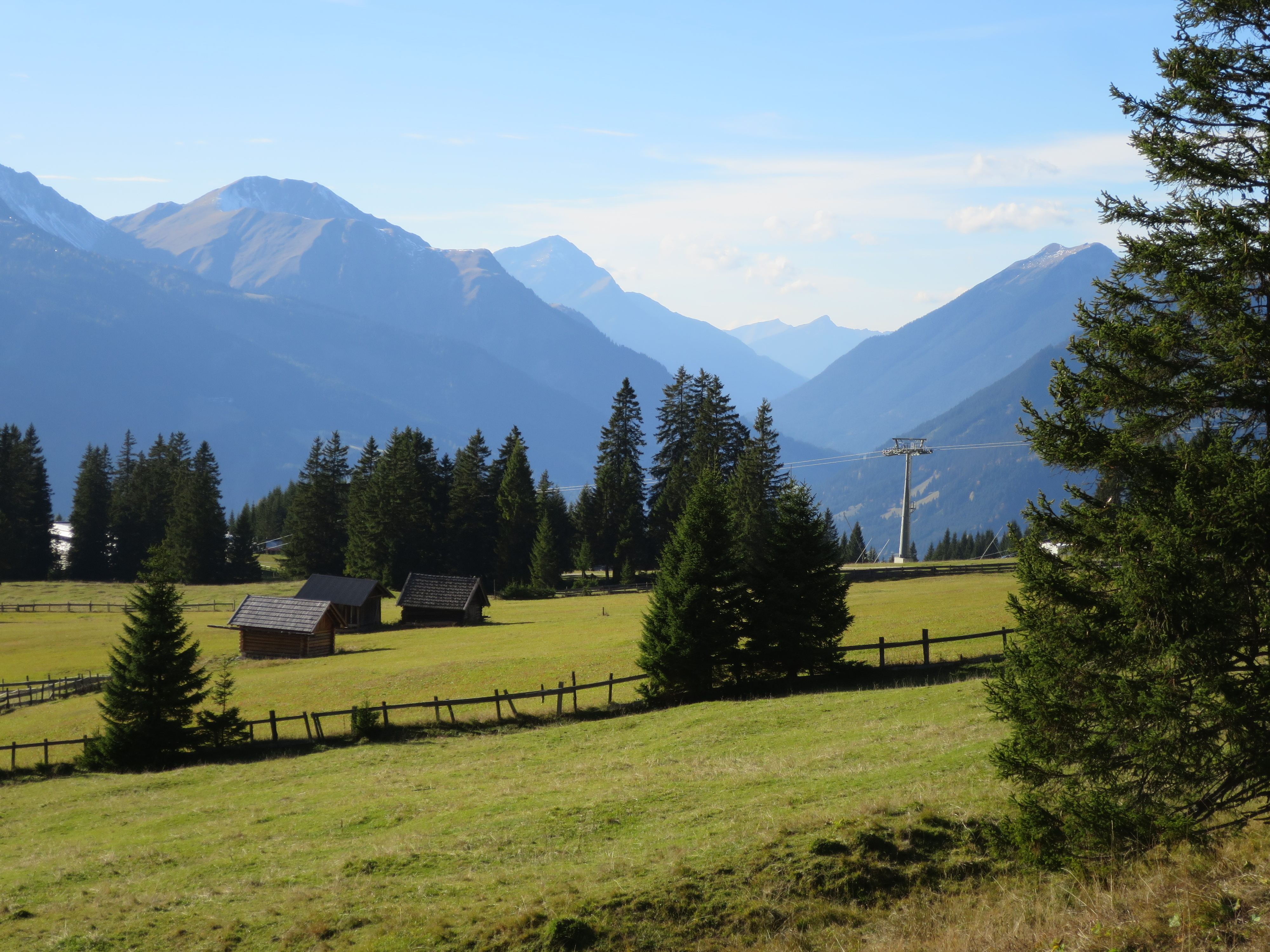
Ehrwalder Alm im Herbst

Ehrwald besitzt – neben der Zugspitze – noch zwei weitere Ski- und Wandergebiete, die vom Ortszentrum abgehenden Wettersteinbahnen sowie das Skigebiet Ehrwalder Alm (1502 m). Letztere ist über die Ehrwalder Almbahn zu erreichen und Ausgangspunkt für verschiedene Skilifte. In einer Höhe zwischen 1.100 und 1.900 Metern gibt es rund 27,5 Kilometer Skipisten; davon eine schwarze Piste („Issentalkopf“). Für Wanderer ist die „Ehrwalder Alm“ Startpunkt für unterschiedliche Wanderungen, so z. B. zur Zugspitze (über das „Gatterl“) oder an den Seebensee und die Coburger Hütte.

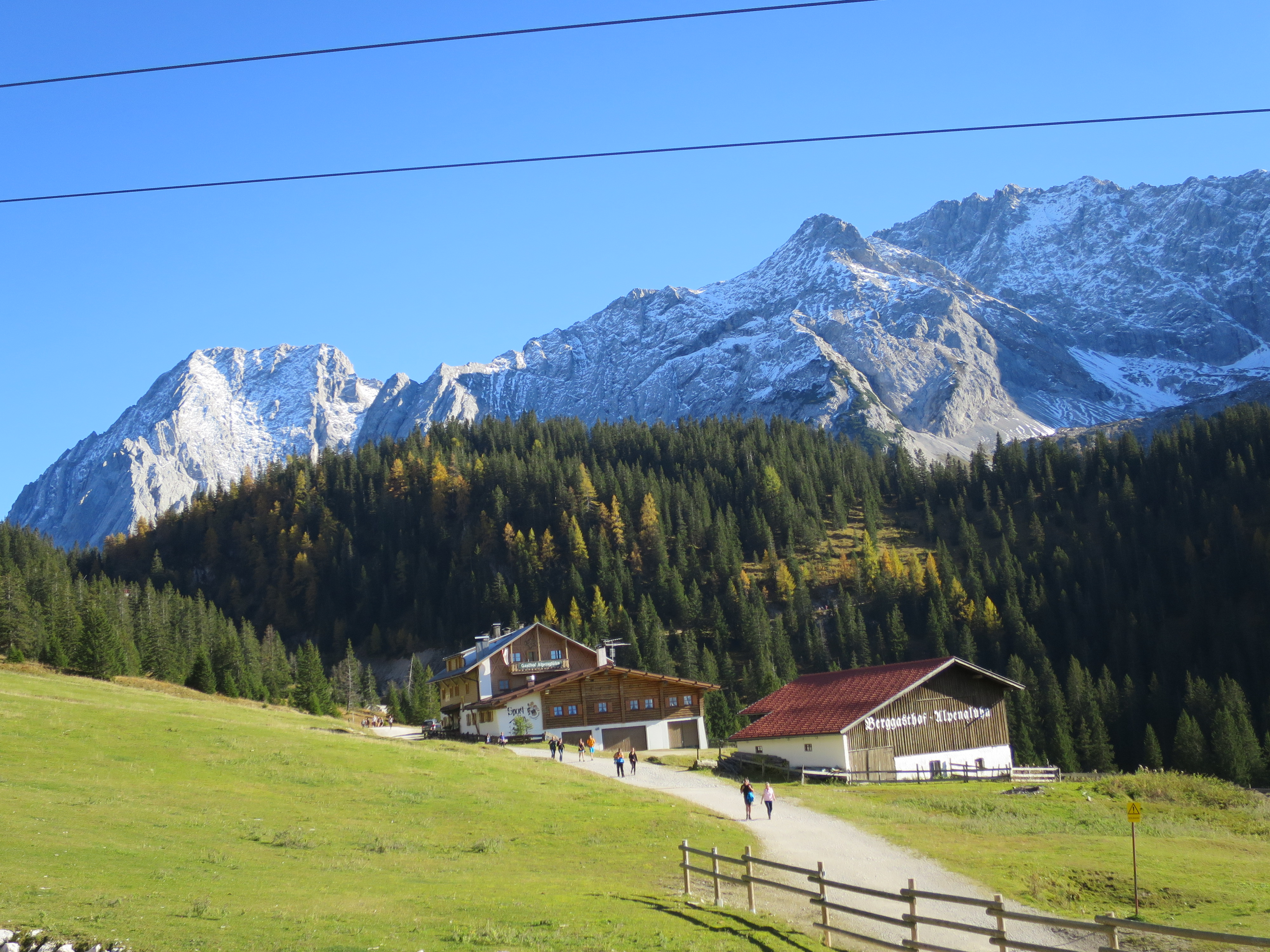
Berggasthof „Alpenglühn“ auf der Ehrwalder Alm
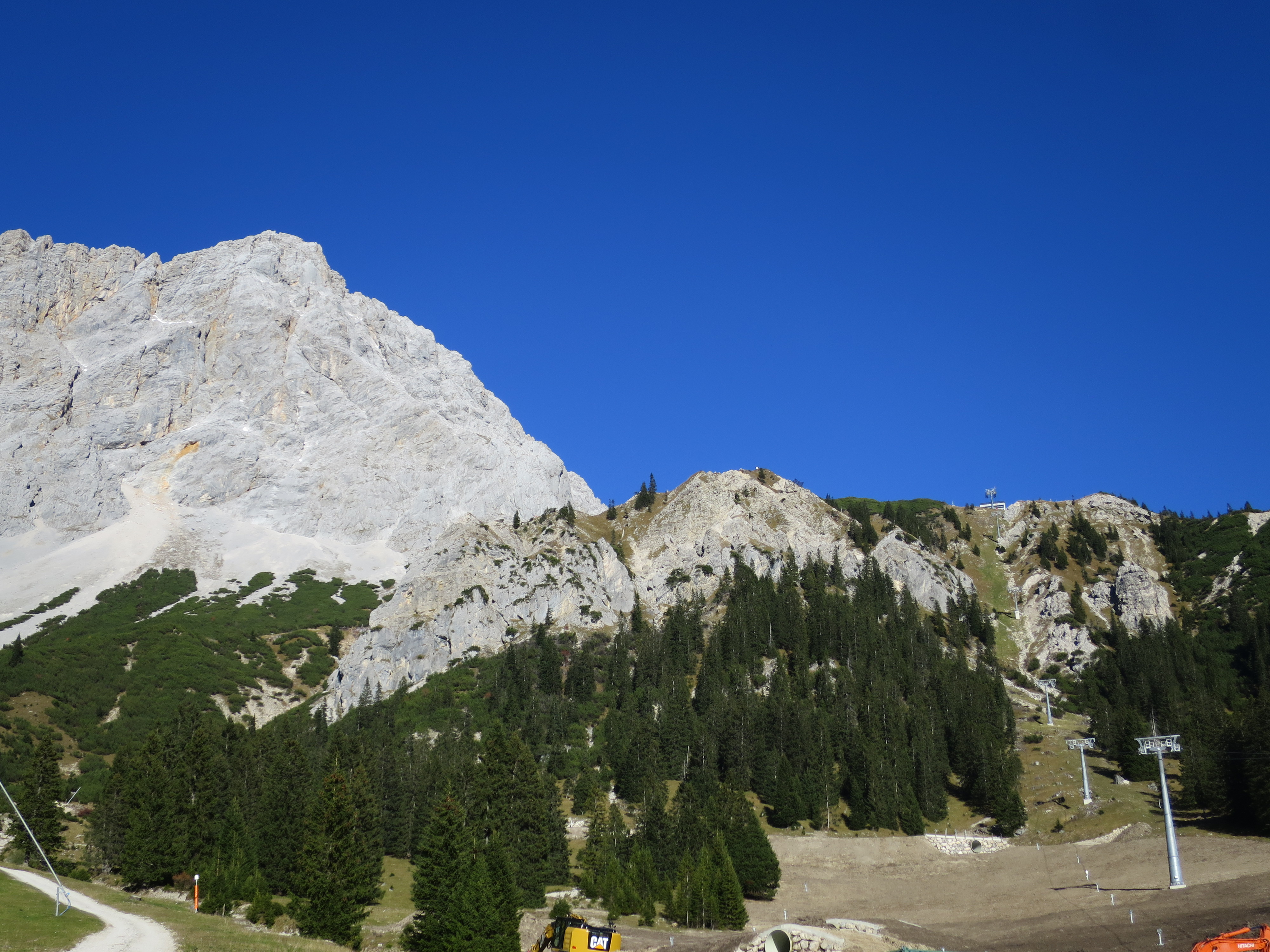
Der Issentalkopf mit Skilift – links das Wettersteingebirge

## Wirtschaft und Infrastruktur

### Verkehr

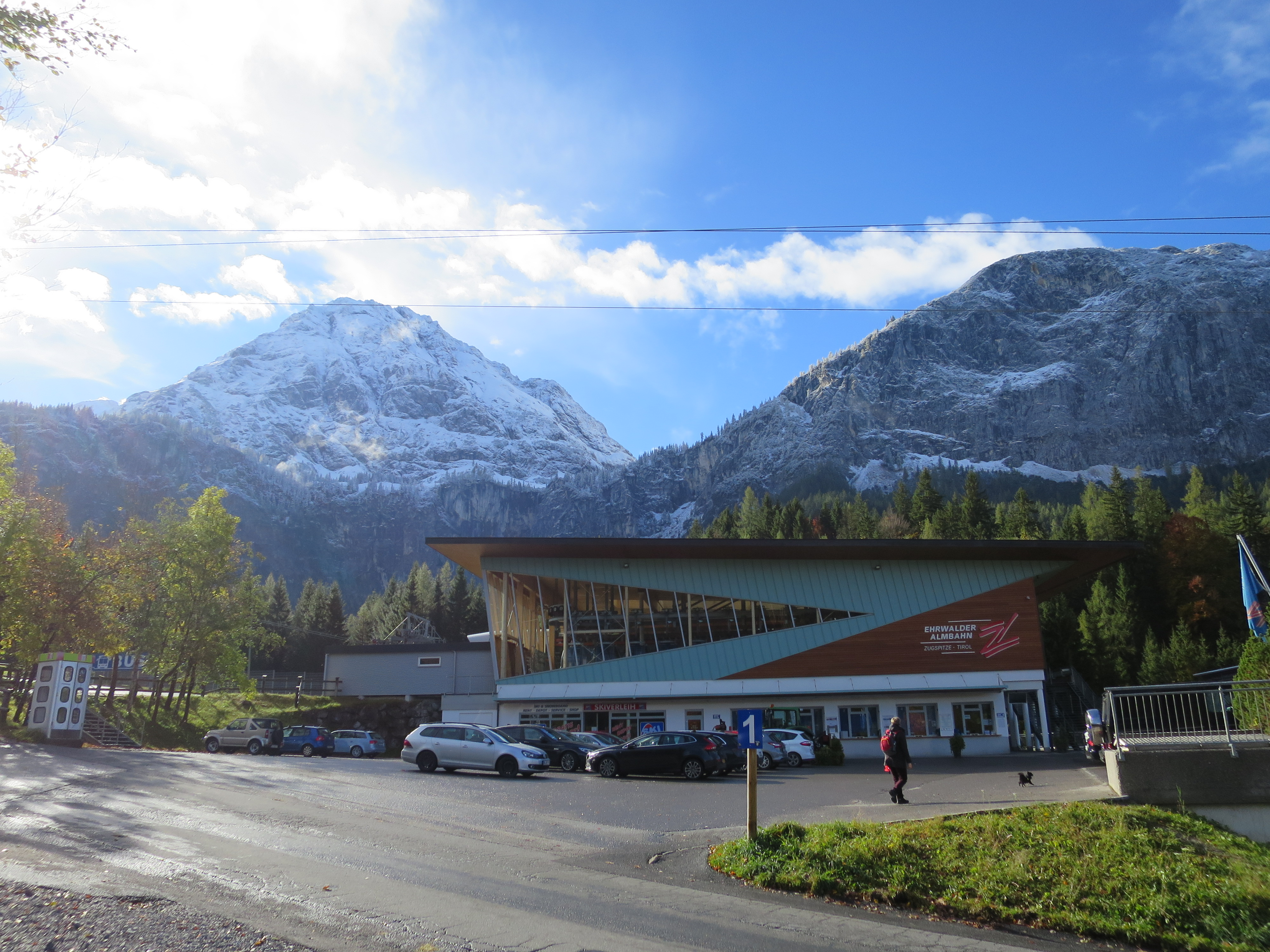
Ehrwalder Almbahn

Verkehrsmäßig hat Ehrwald Verbindung ins Inntal über den Fernpass, nach Reutte und nach Garmisch-Partenkirchen. An das Eisenbahnnetz ist Ehrwald über die Außerfernbahn angeschlossen.
Ehrwald liegt am Fernradweg, der als Via Claudia Augusta entlang einer gleichnamigen antiken Römerstraße verläuft.

## Politik

### Gemeinderat
In den Gemeinderat werden 15 Mandatare gewählt.
| Partei                                  | 2022    | 2022    | 2016    | 2016    | 2010    | 2010    |
| Partei                                  | Prozent | Mandate | Prozent | Mandate | Prozent | Mandate |
| --------------------------------------- | ------- | ------- | ------- | ------- | ------- | ------- |
| Ehrwald EINS (EINS)                     | 51,15   | 8       |         |         |         |         |
| Huamat und Grüne Liste Ehrwald (HUAMAT) | 18.09   | 3       |         |         |         |         |
| Zukunft-Ehrwald (ZE)                    | 14,85   | 2       |         |         |         |         |
| FREI.Li.Ehrwald (FLE)                   | 10,17   | 1       |         |         |         |         |
| DORFLISTE FÜR EHRWALD (DFE)             | 5,74    | 1       |         |         |         |         |
| Ehrwald.komm                            |         |         | 100     | 15      | 59,33   |         |
| Miteinander für Ehrwald                 |         |         |         |         | 40,67   |         |

### Bürgermeister
Bürgermeister seit 1903 waren:
- 1903–1909 Engelbert Somweber
- 1909–1920 Adalbert Kerber
- 1920–1922 Xaver Schennach
- 1922–1925 Engelbert Somweber
- 1925–1934 Josef Köck
- 1935–1938 Matthias Somweber (Amtswalter)
- 1938–1938 Josef Köck
- 1938–1945 Eduard Sonnweber
- 1945–1950 Andreas Bader
- 1950–1959 Eduard Sonnweber
- 1959–1967 Josef Kerber
- 1967–1974 Karl Schennach
- 1974–1992 Thomas Schennach
- 1992–2010 Thomas Schnitzer[15]
- 2010–2022 Martin Hohenegg[13][12]
- seit 2022 Markus Köck[11]

### Wappen
Blasonierung: Ein fünfreihig silbern-grün gespickelter Schild.
Der stilisierte Wald im 1978 verliehenen Gemeindewappen symbolisiert den Ortsnamen.

Ortsansicht Ehrwald mit der Zugspitze von der hochgelegenen Terrasse des Hotels Hubertushof in Lermoos

## Persönlichkeiten

### Ehrenbürger der Gemeinde
- Josef Riehl (1842–1917), Bauingenieur und Bauunternehmer
- Hermann Stern (1878–1952), Rechtsanwalt, Lokalpolitiker und Wirtschaftspionier

### Söhne und Töchter der Gemeinde
- Ernst Jäger (1847–1929), Rechtsanwalt und Politiker
- Erich Steiner (1917–1997), Maler und Sportler
- Ferdl Kerber (1925–1977), Skispringer
- Wolfgang Schennach (1934–2004), Maler
- Kurt Leitl (1935–2024), Politiker (ÖVP)

### Mit der Gemeinde verbundene Persönlichkeiten
- Fritz Behn (1878–1970), Künstler
- Eugen Bönsch (1897–1951), Pilot, verstorben in Ehrwald
- Rudolf Gopas (1913–1983), akad. Maler aus Litauen
- Martin Kirschner (1842–1912), Politiker, Oberbürgermeister von Berlin, verstorben in Ehrwald
- Clemens Krauss (1893–1954), Dirigent, in Ehrwald begraben
- Paula Ludwig (1900–1974), Schriftstellerin und Malerin
- Arthur Pauli (* 1989), Skispringer
- Signe von Scanzoni (1915–2002), Tänzerin, Sängerin, Schauspielerin und Autorin
- Heinrich Ritter von Srbik (1878–1951), Historiker, verstorben in Ehrwald
- Rudolf Schramm-Zittau (1874–1950), Künstler, verstorben in Ehrwald
- Viorica Ursuleac (1894–1985), Sopranistin, die erste Arabella (Strauss), verbrachte die letzten 30 Jahre ihres Lebens in Ehrwald und ist auch dort begraben